# Esther Kaiser

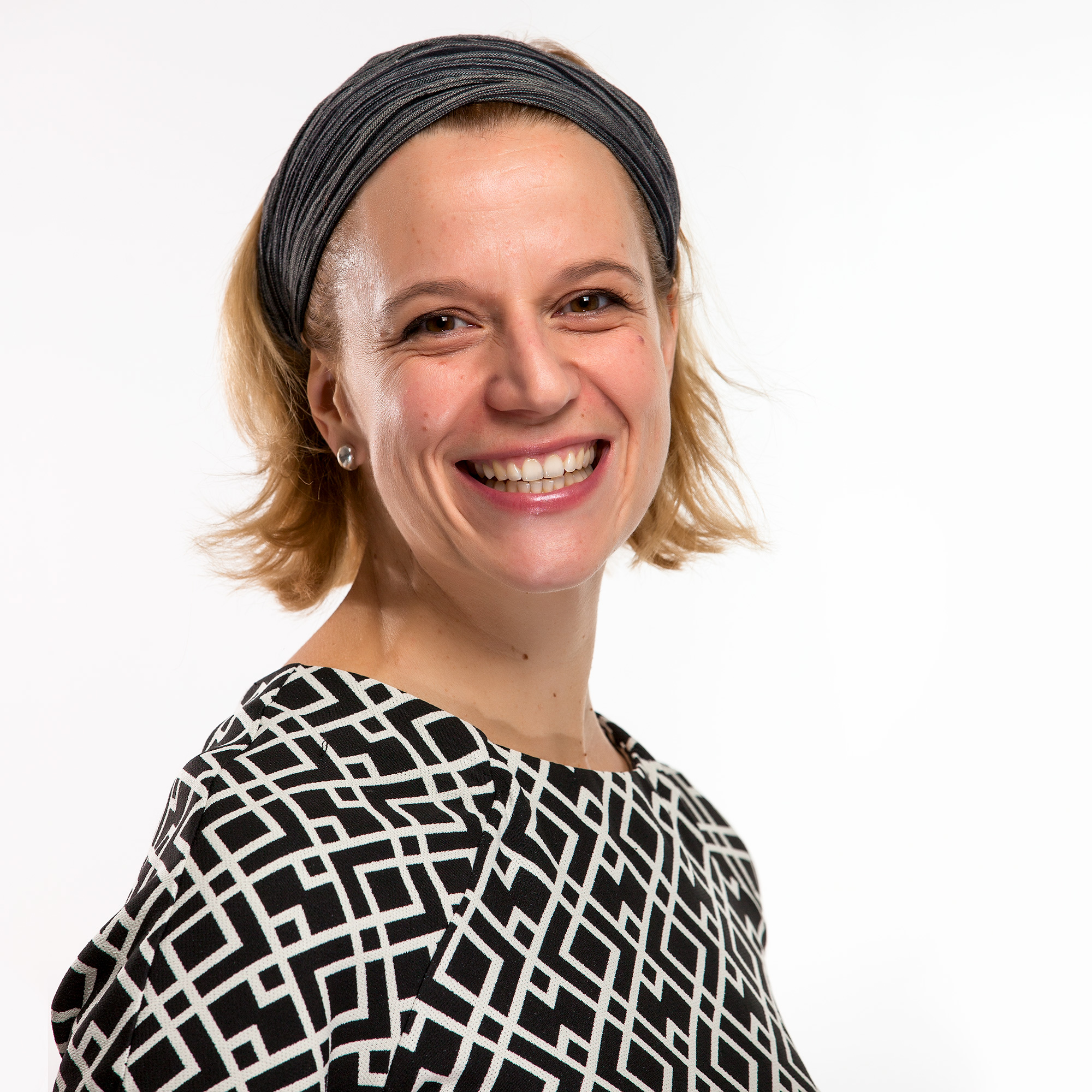
Esther Kaiser

Esther Kaiser (* 1975 in Freiburg im Breisgau) ist eine deutsche Jazzsängerin.

## Leben und Wirken
Nach dem Abitur studierte Kaiser zunächst Psychologie an der Albert-Ludwigs-Universität Freiburg. Während dieser Zeit nahm sie zwei Mal am Bundeswettbewerb Gesang Berlin teil (1996 und 1998) und kam beide Male bundesweit unter die ersten zehn Teilnehmer. 1996 ging sie nach Berlin, um an der Hochschule für Musik „Hanns Eisler“ Berlin Jazz- und Popularmusik im Bereich Gesang zu studieren. Zwischen 1996 und 2001 studierte sie u. a. bei Jiggs Whigham, Judy Niemack, Alfons Wonneberg und Ute Becker. Während dieser Zeit beschäftigte sie sich nicht nur mit Jazz, sondern auch mit Chanson und Musiktheater. Zwischen den Jahren 1998 und 2000 gastierte sie mit dem „Ensemble Weil…“ unter der Leitung von Ari Benjamin Meyers in drei Stücken von Bertolt Brecht auf verschiedenen Berliner Bühnen („Mahagonny Songspiel“ 1998, „Happy End“ 1999 und „Dreigroschenoper“ 2000). Daneben beschäftigte sie sich mit den Chansons des Berliner Komponisten Helge Jung, mit dem sie eine jahrelange musikalische Zusammenarbeit verband. 1999 tourte sie in der Konzertbesetzung des Bundesjugendjazzorchesters unter der Leitung von Peter Herbolzheimer.
Während dieser Zeit gründete Esther Kaiser zusammen mit Marc Secara, Kristofer Benn und Sarah Kaiser das Vokalquartett Berlin Voices, das auch mit der hr-Bigband unter der Leitung von Jörg Achim Keller und dem Berlin Jazz Orchestra zusammenarbeitete. 2014/15 gehörte sie zudem dem Vokalquartett Klangbezirk an.
2004 debütierte sie mit ihrer CD „Jazz Poems“ als erste Künstlerin der Reihe „Next Generation“, die das Label Double Moon Records mit der Zeitschrift Jazz thing herausgibt. Es folgten ihre Alben „The Moment We Met“ (minor music, 2006) und „Cosy in Bed“ (GLM, 2009). Diese drei Alben legen ihren Schwerpunkt auf Bearbeitungen von ursprünglich instrumentalen Kompositionen und auf die Komposition eigener Songs. In dieser Schaffensphase, in der Esther Kaiser auch Elemente des Tango Nuevo und der Neue Musik aufnahm, arbeitete sie mit Musikern wie Carsten Daerr (Piano), Marc Muellbauer (Bass), Jens Dohle (Drums), Tino Derado (Piano/Akkordeon), Jonas Schoen (Saxophon), Friedrich Paravicini (Cello), Tilmann Dehnhard (Saxophon, Flöte), Uwe Steinmetz (Saxophon), Sven Klammer (Trompete), Kai Brückner (Gitarre), Friedemann Graef (Saxophon), Volker Schlott (Saxophon), Uli Moritz (Drums, Percussion) u. a. Tourneen u. a. mit dem Goethe-Institut haben sie in dieser Zeit bis nach Aserbaidschan und Südostasien gebracht.
2012 erschien die CD „sternklar“ in Zusammenarbeit mit dem Pianisten Claus-Dieter Bandorf mit zeitgenössischen, im Bereich des Jazz-Pop angesiedelten Bearbeitungen unter dem Thema altes Deutsches Volkslied beim Label HGBS. Im Januar 2015 erschien die vierte CD unter eigenem Namen: „Learning How to Listen - the Music of Abbey Lincoln“ (Label GLM). Auf dieser CD, einer Produktion des Kulturradio des RBB (Redaktion: Ulf Drechsel), beschäftigte sich Kaiser ausschließlich mit Songs der Sängerin, Texterin und Komponistin Abbey Lincoln. Neben Tino Derado am Piano, Marc Muellbauer am Bass und Roland Schneider am Schlagzeug sind Franz Bauer am Vibraphon und Marimbaphon und Rüdiger Krause an der Gitarre zu hören.
2017 entstand die Idee für das Album „Songs of Courage“ als Esther Kaiser die Musiker Hasan Al Nour (Kanun) und Akram Younus Al Siraj (cello) von der Dresdener Formation „Banda Internationale“ bei einem Konzert in der Dresdner Musikhochschule kennenlernte.
Das Album „Songs of Courage“ mit dem Begriff „Courage“ als Leitthema, welches Kaiser mit Volker Greve zwischen Oktober 2017 und Februar 2018 aufnahm und produzierte, erschien am 31. August 2018 beim Label GLM und bringt die Berliner Jazzmusiker Tino Derado, Marc Muellbauer, Roland Schneider, Rüdiger Krause, Franz Bauer und Birgitta Flick mit geflüchteten Musikern zusammen. Stücke wie der „Earth Song“ von Michael Jackson treffen auf Kompositionen von Bob Dylan („Masters of War“) und Hanns Eisler („An den kleinen Radioapparat“) – die Songs eint eine politische und gesellschaftskritische Haltung.
Ihr Album „WATER“ (GLM, 2022) beschäftigte sich mit dem Element Wasser und allen damit verbundenen musikalischen aber auch gesellschaftspolitischen Dimensionen und besteht ausschließlich aus Eigenkompositionen von Esther Kaiser und Tino Derado. Als Gäste wirken mit Sebastian Studnitzky (Trompete), Marie-Christin Gitman (Oboe/Englisch Horn) und das Streichquartett „Die Nixen“ mit Rahel Rilling, Katharina Wildhagen, Kristina Menzel-Labitzke und Nikola Spingler.
Esther Kaiser ist seit 2014 Professorin an der Hochschule für Musik Carl Maria von Weber Dresden für den Bereich Gesang Jazz, Rock und Pop (Lehramt) und lehrt dort u. a. zusammen mit Céline Rudolph, Till Brönner, Daniel Mattar, Inez Kappenstein (Ätna) und Jäcki Reznicek (Silly).
Kaiser schreibt als Autorin für die Gesangs-Fachzeitschrift Vox Humana des Bundes deutscher Gesangspädagogen und ist Kommissionsmitglied des neuen Lehrplans für „Gesang populäre Stile“ des Verband deutscher Musikschulen (VdM).

## Diskografie (Auswahl)
- 2004: Jazz Poems, Double Moon Records
- 2006: The Moment We Met, minor music
- 2007: Berlin Voices – States of Mind, VanDyck Records
- 2009: Cosy in Bed, GLM
- 2010: Berlin Voices – About Christmas, Hännsler Klassik
- 2012: *sternklar, HGBS
- 2015: Learning How to Listen – the Music of Abbey Lincoln, GLM
- 2018: Songs of Courage, GLM
- 2022: Water, GLM[6]
- 2025: Esther Kaiser, Axel Fischbacher, Genevieve O’Driscoll, Michael Knippschild: Moving Times, Double Moon Records[7]